# Akidolestes
Akidolestes is een geslacht van uitgestorven zoogdieren uit de groep Symmetrodonta. Dit dier leefde 125 miljoen geleden (in het tijdperk Krijt) in Azië en Akidolestes leek uiterlijk op een spitsmuis.
Akidolestes was 12 cm lang en woog 15 tot 20 gram. Dit zoogdiertje had een dikke vacht en tanden aangepast aan het eten van insecten en wormen.
Akidolestes werd in januari 2006 beschreven door het Carnegie Museum of Natural History uit Pittsburgh en het Nanjing Institute of Geology and Palaeontology uit China. Het fossiel van Akidolestes is gevonden in de Yixian-formatie in de Chinese provincie Liaoning.
Akidolestes behoort tot de grote groep van de Theriiformes, waartoe ook de buideldieren en placentale zoogdieren toe behoren. Dit kan gezegd worden op basis van de schedel, de tanden, de voorpoten en de schoudergordel van dit diertje. Akidolestes heeft echter ook enkele eigenschappen die aan de eierleggende monotrematen (zoals de hedendaagse mierenegel en het vogelbekdier) doen denken. De wervelkolom, het bekken en de achterpoten van Akidolestes lijken meer op dat van de monotrematen dan dat van de theriiformes. Akidolestes is het eerste bekende dier waarbij een dergelijke combinatie van moderne en primitieve kenmerken wordt gezien. Waarschijnlijk is er sprake van convergente evolutie: bepaalde theriiformes, waaronder Akidolestes, hebben in de loop van miljoenen jaren weer enkele kenmerken van de monotrematen ontwikkeld. De reden is hiervan is echter niet duidelijk.